# Expeed

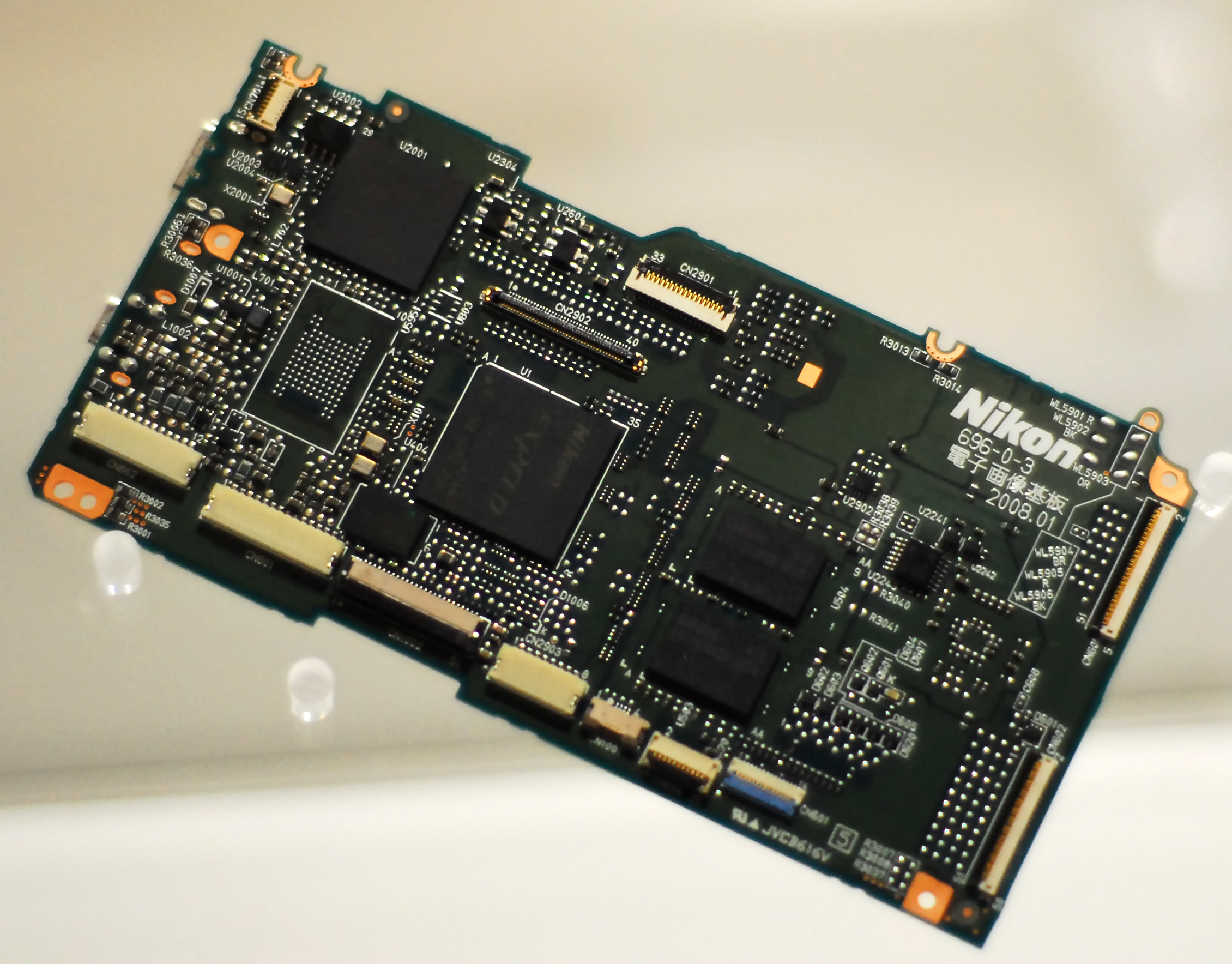
Материнська плата Nikon D700 з системою Expeed-1

Expeed — спеціалізована система обробки зображень з багатоядерною архітектурою, процесор цифрових сигналів. Застосовується в цифрових дзеркальних фотоапаратах та смартфонах. Багатоядерний процесор забезпечує виконання операцій паралельної обробки даних.

Логотип системи

Система також забезпечує керування дисплеєм, сигнальним процесором, та іншим обладнанням, які об'єднані в електронний блок управління.
Система базується на багатоядерних VLIW процесорах Fujitsu Milbeaut для обробки зображень з 16 біт на піксель.